# Walter Hennecke

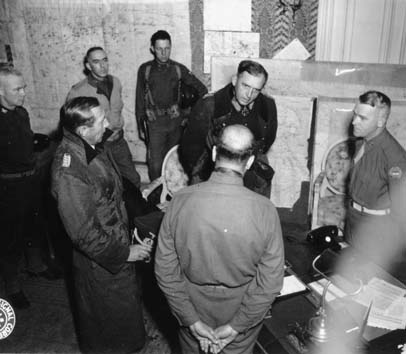
Hennecke, von Schlieben (Mitte) und J. Lawton Collins bei der offiziellen Kapitulation von Cherbourg

Walter Hennecke (* 23. Mai 1897 in Betheln bei Hannover; † 1. Januar 1984 in Bad Lippspringe) war ein deutscher Marineoffizier, zuletzt Konteradmiral der Kriegsmarine.

## Karriere

### Kaiserliche Marine und Reichsmarine
Hennecke trat während des Ersten Weltkriegs am 2. Oktober 1915 als Seekadett in die Kaiserliche Marine (Crew 15) ein. Ab dem 3. Oktober war er an die Marineschule Mürwik kommandiert und anschließend ab dem 10. November auf den als Schulschiff verwendeten Großen Kreuzer Freya. Vom 6. Februar 1916 bis zum 9. Juli 1916 tat er dann Dienst auf dem Großlinienschiff Kaiserin und wurde danach bis Februar 1917 wieder an die Marineschule versetzt. Am 13. Juli 1916 wurde er zum Fähnrich zur See befördert. Ab Februar 1917 wurde Hennecke dann als Wachoffizier auf einem Torpedoboot eingesetzt und am 13. Dezember 1917 zum Leutnant zur See befördert. In dieser Funktion erlebte er das Kriegsende und wurde kurzzeitig aus der Marine entlassen. Ab dem 5. August 1920 wurde Hennecke dann in die Vorläufige Reichsmarine übernommen und weiterhin als Wachoffizier und Adjutant eingesetzt. In dieser Funktion wurde er am 1. Januar 1921 zum Oberleutnant zur See befördert. Vom 1. Oktober 1922 bis zum 15. Oktober 1924 war Hennecke dann als Kompanieoffizier zur Küstenverteidigung kommandiert und war anschließend bis zum 6. September 1925 an der Technischen Hochschule Berlin tätig. Danach diente Hennecke bis zum 27. September 1927 Hennecke als Lehrer an der Schiffsartillerie-Schule (SAS) in Kiel-Wik. Vom 30. September 1927 an war er Kommandant des Artillerieschulschiffs Delphin und wurde am 1. Oktober 1928 zum Kapitänleutnant befördert. Ab dem 1. Oktober 1929 war Hennecke dann wiederum Lehrer, diesmal an der Küstenartillerieschule, und erhielt anschließend ab dem 4. Oktober 1933 ein Kommando als Artillerieoffizier auf dem Leichten Kreuzer Nürnberg. Danach diente Hennecke ab dem 17. Dezember 1934 als Zweiter Admiralstabsoffizier im Stab der Marinestation Nordsee. Am 1. April 1935 erfolgte die Beförderung zum Korvettenkapitän.

### Kriegsmarine
Vom 5. Oktober 1936 bis zum 4. November 1938 war Hennecke als Kommandeur der I. Marine-Artillerie-Abteilung (I. MAA) eingesetzt. Er wurde am 1. August 1938 zum Fregattenkapitän befördert und tat vom 2. November 1938 bis zum 30. Juli 1940 Dienst als Erster Offizier auf dem Leichten Kreuzer Nürnberg. Im November 1938 hatte Hennecke vertretungsweise kurzzeitig das Kommando über das Schiff. Während der Zeit als Erster Offizier erhielt Hennecke nach Beginn des Zweiten Weltkriegs am 12. Dezember 1939 die Spange zum Eisernen Kreuz 2. Klasse (EK II) und wurde am 1. Februar 1940 zum Kapitän zur See befördert.
Am 1. August 1940 trat Hennecke die Nachfolge des damaligen Kapitäns zur See Ernst Lindemann als Kommandeur der Schiffsartillerieschule in Kiel-Wik an. Er leitete die Schule auch nach deren Umzug am 16. Oktober 1941 nach Saßnitz bis zum 1. April 1943. Außerdem war er vom Mai bis Oktober 1941 kurzzeitig Kommandant des als Kadettenschulschiff genutzten ehemaligen Einheitslinienschiffs Schleswig-Holstein.
Ab dem 2. April 1943 war Hennecke zum Kommandanten der Seeverteidigung Normandie ernannt worden. In dieser Dienststellung wurde er am 1. März 1944 zum Konteradmiral ernannt.

### Cherbourg
Am 6. Juni 1944 landeten alliierte Truppen im Rahmen der Operation Overlord in ebendiesem von Hennecke kommandierten Abschnitt. Hennecke hielt sich in Cherbourg auf. Der deutsche Oberbefehlshaber West Gerd von Rundstedt hatte vorausgesehen, dass die Stadt wegen ihres Hafens ein wichtiges strategisches Ziel der Alliierten sein würde, und bereits am 9. Juni die Zerstörung des Hafens befohlen. In seiner Dienststellung war Hennecke zusammen mit dem Stadtkommandanten Generalmajor Robert Sattler und dem Hafenkommandanten Kapitän zur See Witt maßgeblich an der vollständigen Zerstörung des Hafens von Cherbourg beteiligt, die noch am 9. Juni begann, während der Schlacht um Cherbourg andauerte und erst unmittelbar vor dem Eintreffen von alliierten Truppen im Hafengebiet am 25. Juni 1944 endete.
Nach der Zerstörung des Hafens war weiterer militärischer Widerstand sinnlos geworden und so kapitulierte Hennecke zusammen mit den deutschen Verteidigern Cherbourgs unter dem Festungskommandanten Generalleutnant Karl-Wilhelm von Schlieben einen Tag später gegenüber der 9. US-Infanteriedivision unter Generalmajor Manton S. Eddy in Schliebens unterirdischem Befehlsbunker in St. Sauveur.
Die Zerstörung des Hafens von Cherbourg wurde von deutscher wie auch von alliierter Seite als die bis dahin umfassendste Zerstörung einer Hafenanlage als beispielhaft angesehen. Hitler war so zufrieden mit der Leistung Henneckes, dass er ihm in der Kriegsgefangenschaft das Ritterkreuz des Eisernen Kreuzes verlieh.

### Kriegsgefangenschaft
Hennecke kam zunächst in US-amerikanische Kriegsgefangenschaft und wurde am 1. Juli 1944 in das britische Generalslager Trent Park Camp überstellt. Am 17. April 1947 wurde er repatriiert. Hennecke starb am 1. Januar 1984 in Bad Lippspringe.

## Auszeichnungen
- Eisernes Kreuz, 2. Klasse (EK II) am 5. März 1922
- Eisernes Kreuz, 1. Klasse (EK I) 1939
- Ehrenkreuz des Weltkrieges 1914–1918 für Frontkämpfer
- Dienstauszeichnung der Wehrmacht (DA II bis DA IV)
- Spange zum Eisernen Kreuz 2. Klasse (EK II) am 12. Dezember 1939
- Ritterkreuz zum Eisernen Kreuz am 26. Juni 1944
- namentlich erwähnt im Wehrmachtsbericht am 27. Juni 1944